# Entertainer
Een entertainer is een persoon die tijdens een bijeenkomst een groep mensen vermaakt. Een entertainer brengt amusement. Dit entertainment kan zowel op de achtergrond plaatsvinden als in de vorm van een luister- of kijkact.
Entertainment bestaat al eeuwenlang en in verschillende vormen. Vroeger en ook nu nog vind je de meeste entertainers in theaters, kermissen, markten, feesten, cafés, koffiehuizen en circussen. Sinds de 20ste eeuw hebben entertainers een extra forum gekregen om hun talenten tentoon te spreiden: film, televisie, de elpee en cd, radio en Internet. 
De compositie The Entertainer (1902) van Scott Joplin is geschreven voor een ragtime-pianist, en een voorbeeld van amusementsmuziek die de tand des tijds heeft overleefd.

## Voorbeelden van types entertainers
- acrobaten
- acteurs
- boeienkoningen
- buiksprekers
- cabaretiers
- cheerleaders
- clowns (de commedia dell'arte is een bekend voorbeeld)
- dansers (bijvoorbeeld buikdanseressen, paaldanseressen, tapdansers)
- degenslikkers
- goochelaars
- jongleurs
- komieken
- musici (de barpianist is een bekend voorbeeld)
- narren
- pantomimespelers
- poppenspelers
- slangenbezweerders
- steltlopers
- stripteaseuses
- stuntmannen
- variété-artiesten
- vaudeville-artiesten
- verhalenvertellers
- visual performer
- vuurspuwers